# Emil Hagberg

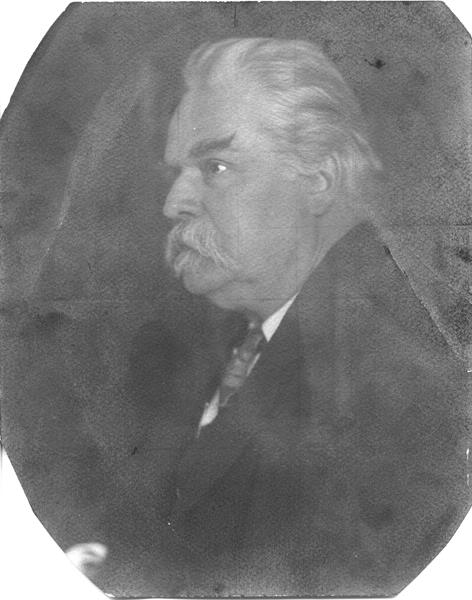
Emil Hagberg (1921).

Emil Hagberg (* 3. September 1862 in Lidköping, Schweden; † 29. November 1921 ebenda) war ein deutsch-schwedischer Architekt des Historismus. Sein Werk umfasst Ausstellungsgebäude, öffentliche Bauten und Wohnhäuser in Deutschland und Schweden.

## Leben

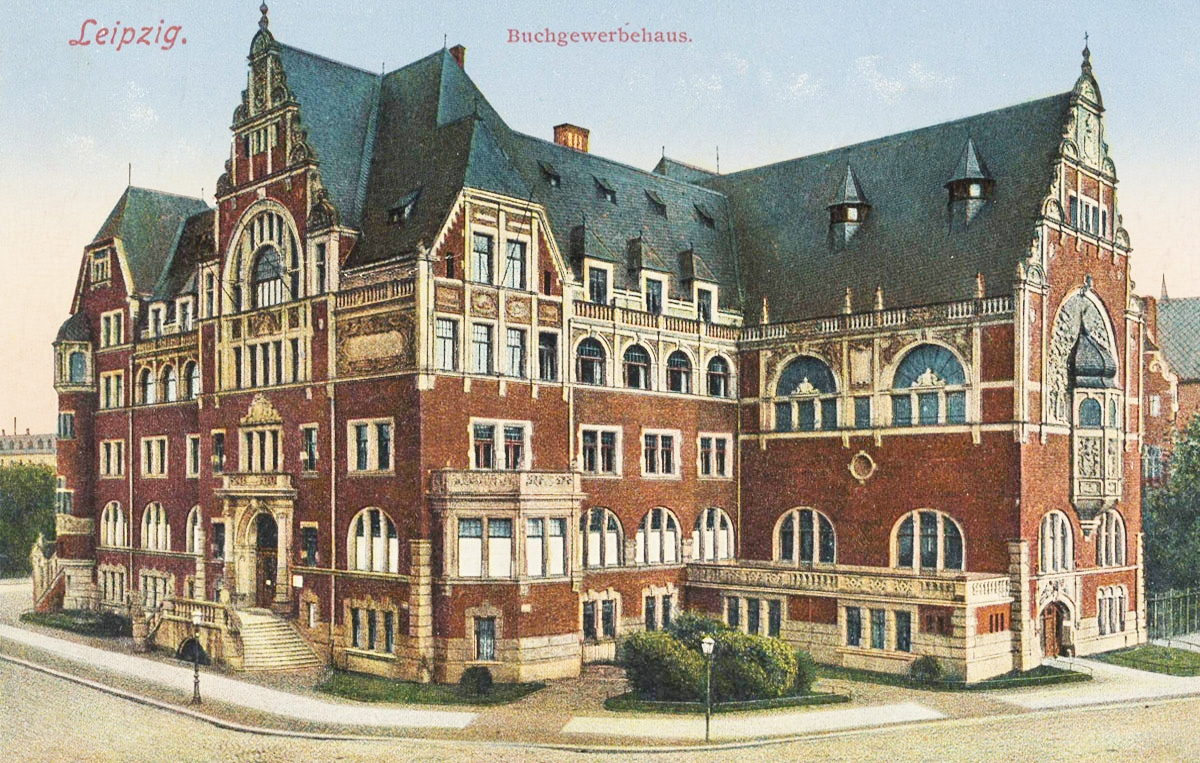
Deutsches Buchgewerbehaus in Leipzig (Zustand um 1900).

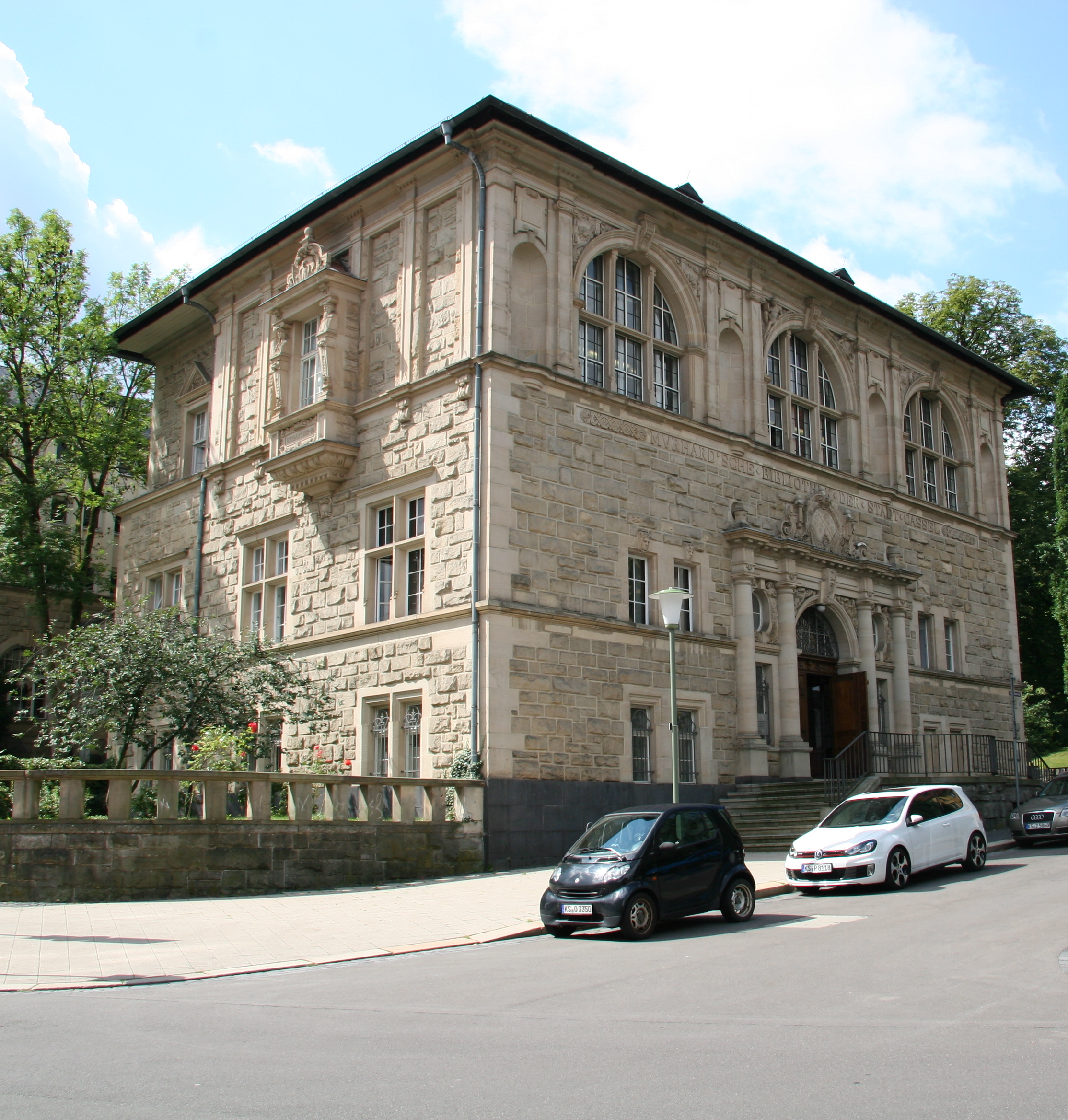
Murhardsche Bibliothek (Zustand 2012).

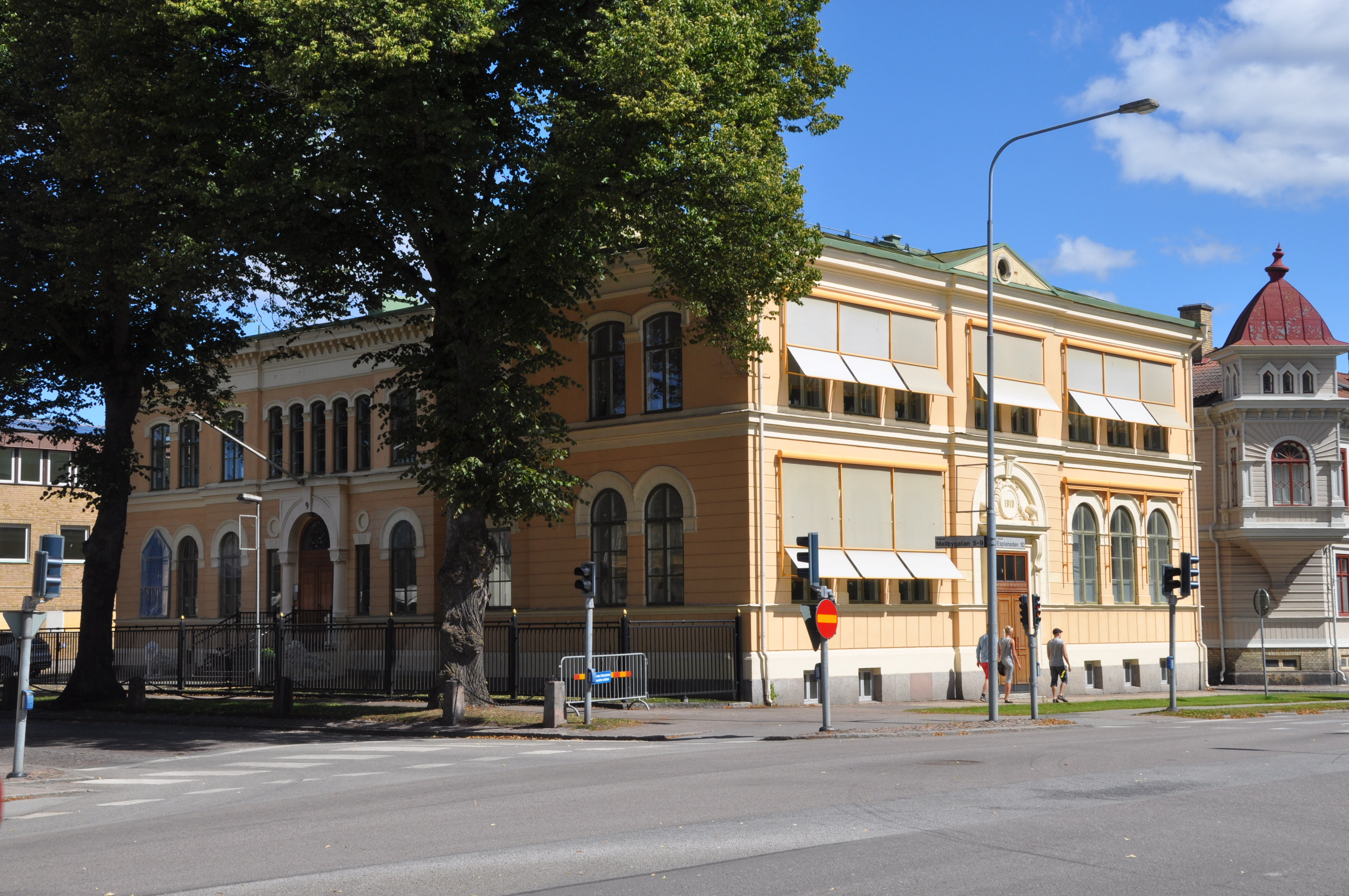
Mädchenschule in Lidköping (Zustand 2016).

Hagberg, der Sohn eines Färbermeisters war, studierte von 1881 bis 1885 Architektur an der Königlich Technischen Hochschule in Stockholm und von 1886 bis 1888 an der Königlich Technischen Hochschule Charlottenburg. Während des Studiums in Stockholm arbeitete er als Entwerfer für verschiedene Architekturbüros, unter anderem entstand in dieser Zeit ein Entwurf für ein Universitätsgebäude in Uppsala.
Nach dem Abschluss des Studiums in Charlottenburg war Hagberg in verschiedenen Berliner Büros als Architekt angestellt, unter anderem von 1891 bis 1894 bei Alfred Messel. Als in Friedenau lebender freischaffender Architekt beteiligte er sich in den folgenden Jahren an zahlreichen Architektenwettbewerben.
Nachdem ihm 1894 im Wettbewerb um das Rheydter Rathaus der zweite Preis aberkannt worden war, weil gemäß Wettbewerbsbedingungen Ausländer nicht teilnahmeberechtigt waren, nahm Hagberg auch die preußische Staatsbürgerschaft an. Im Wettbewerb für das Kunstgewerbemuseum Köln erhielt er 1896 für seinen neugotischen Entwurf „Am Rhein“ den ersten Preis, umgesetzt wurde allerdings der zweitplatzierte Entwurf von Franz Brantzky. Im selben Jahr beteiligte er sich auch am Wettbewerb für das Provinzialmuseum in Hannover. 1898 wurde er mit der Planung des Deutschen Buchgewerbehauses in Leipzig beauftragt, das er im Stil der Neorenaissance gestaltete. 1901 entwarf er den Neubau für die Murhardsche Bibliothek in Kassel. Hagbergs neuromanischer Entwurf für die Vasakyrka in Göteborg war die Grundlage für die 1902 ausgeführten Pläne von Yngve Rasmussen.
Um 1905 ließ Hagberg sich aus gesundheitlichen Gründen in seiner Geburtsstadt Lidköping nieder. Dort wurde er 1906 zum „Stadtarchitekten“ ernannt, arbeitete aber auch weiterhin als freier Architekt. Bis zu seinem Tod entstanden dort nach seinem Entwurf mehrere öffentliche Gebäude und zahlreiche Wohnhäuser.
Hagbergs Nachlass befindet sich im städtischen Museum in Lidköping.

## Werke (Auswahl)
- 1896 ff.: Deutsches Buchgewerbehaus in Leipzig, nach Kriegszerstörung vereinfacht rekonstruiert
- 1901 ff.: Murhardsche Bibliothek in Kassel, nach Kriegszerstörung vereinfacht rekonstruiert
- 1910: Volksschule „Wennerbergsskolan“ in Lidköping
- 1910: Erweiterungsbau der Mädchenschule in Lidköping
- ohne Jahr: „Villa Emilida“ in Lidköping